# Narcisse Ewodo
Narcisse Ewodo Beyala (* 29. Oktober 1972 in Yaoundé, Kamerun) ist ein ehemaliger französisch-kamerunischer Basketballspieler. Er ist 202 cm groß und wog während seiner Laufbahn 96 kg. Er spielte auf der Position des Small Forward (Flügel). Dank seiner Vielseitigkeit war er auch auf den Positionen 2 (Shooting Guard) und 4 (Power Forward) einsetzbar.

## Werdegang
Ewodo studierte von 1994 bis 1997 Finanzwesen am Davidson College im US-Bundesstaat North Carolina. Für Davidsons Basketballmannschaft bestritt er 83 Spiele. In der Saison 1996/97 war er mit 15,8 Punkten je Begegnung bester Korbschütze der Mannschaft. Hernach wechselte er nach Frankreich. Mit Élan Béarnais Pau-Lacq-Orthez wurde er 1998 und 1999 französischer Meister.
2002 wechselte er wieder in die Bundesliga, erzielte in 23 Spielen für Ludwigsburg im Schnitt 12,2 Punkte je Begegnung. Von 2003 bis 2007 stand er beim Bundesligisten BG Karlsruhe unter Vertrag. Er stieg dort zum Mannschaftskapitän auf. In der Saison 2004/05 wurde er mit 21 Punkten pro Partie Korbschützenkönig der Liga. Seine Höchstleistung in einem Bundesliga-Spiel waren 36 Punkte, welche er im Januar 2004 gegen Leverkusen erreichte. Insgesamt brachte er es in der Bundesliga auf 2508 Punkte.
Wegen einer Verletzung an der Schulter musste er in der Saison 2006/2007 eine längere Spielpause einlegen. Nach dieser Saison zog er sich aus dem Profibasketball zurück und nahm in Straßburg ein Studium im Fach Sportvermarktung auf. Beruflich wurde er als Vermögensberater tätig und arbeitet insbesondere mit Sportlern zusammen, die den Übergang vom Profisport ins Berufsleben schaffen wollen. Seine Töchter Yohanna und Marina wurden ebenfalls Basketballspielerin auf Leistungsebene.

## Erfolge
- Spieler des Jahres der NCAA Southern Conference 1997 (Davidson College)
- EuroLeague Viertelfinalteilnahme 1999 (Élan Béarnais Pau-Orthez)
- Französischer Meister 1998 (Élan Béarnais Pau-Orthez)
- Französischer Meister 1999 (Élan Béarnais Pau-Orthez)
- BBL-Allstar 2004, 2005, 2006 (BG Karlsruhe)
- Bester Korbschütze der Bundesliga-Saison 2004/05 mit 21,0 Punkten/pS (BG Karlsruhe)

## Statistik
| Saison | Mannschaft  | Punkte/pS | Rebounds/pS | Assist/pS | Steals/pS | Blocks/pS | FGM-A % | Minuten/pS |
| ------ | ----------- | --------- | ----------- | --------- | --------- | --------- | ------- | ---------- |
| 96–97  | Davidson    | 15,8      | 6,4         | –         | –         | –         | 48,6    | 31         |
| 97–98  | Toulouse    | 13,2      | 5,1         | 3,3       | 1,6       | 2,6       | 42,5    | 32         |
|        | Pau-Orthez  | 7,2       | 2,2         | 1,7       | 0,9       | 2,0       | 39,7    | 21         |
| 98–99  | Pau-Orthez  | 4,1       | 1,4         | 0,8       | 0,4       | 0,6       | 42,6    | 10         |
| 99–00  | Cholet      | 4,8       | 3,0         | 1,5       | 1,0       | 1,2       | 39,3    | 19         |
| 00–01  | Norrkoping  | –         | –           | –         | –         | –         | –       | –          |
|        | Bamberg     | 13,7      | 4,5         | 2,7       | 2,0       | 0,4       | 57,1    | 26         |
| 01–02  | Le Havre    | –         | –           | –         | –         | –         | –       | –          |
| 02–03  | Ludwigsburg | 12,2      | 5,6         | 2,6       | 1,9       | 0,3       | 46,8    | 27         |
| 03–04  | Karlsruhe   | 22,2      | 6,3         | 2,2       | 2,0       | 0,3       | 50,6    | 35         |
| 04–05  | Karlsruhe   | 21,0      | 4,5         | 2,9       | 1,5       | 0,2       | 48,0    | 35         |
| 05–06  | Karlsruhe   | 18,5      | 5,4         | 2,8       | 1,5       | 0,4       | 48,0    | 34         |
| 06–07  | Karlsruhe   | 12,9      | 5,5         | 2,2       | 1,1       | 0,2       | 28,9    | 30         |
| 96–07  | Karriere    | 13,3      | 4,6         | 2,3       | 1,4       | 0,8       | 44,8    | 28         |